# 붉은바위토끼
붉은바위토끼는 토끼목 토끼과 붉은바위토끼속(Pronolagus)에 속하는 토끼의 총칭이다. 아프리카에 서식하는 3종으로 이루어져 있다.

## 하위 종
3종이 알려져 있다.
- 나탈붉은바위토끼 또는 큰붉은바위토끼 (P. crassicaudatus)
- 제임슨붉은바위토끼 (P. randensis)
- 스미스붉은바위토끼 (P. rupestris)
- 휴이트붉은바위토끼 (P. saundersiae) - 이전에 스미스붉은바위토끼에 포함되었다.